# Cojedes
Lo Stato di Cojedes è uno dei 23 stati del Venezuela. È situato nella parte centro-occidentale del paese e confina a nord con lo Stato di Lara, Yaracuy e Carabobo, a ovest con lo Stato di Portuguesa, a sud con lo Stato di Barinas e a est con lo Stato di Guárico.
La maggior parte del territorio è pianeggiante e compreso nella regione di Los Llanos, quella cioè delle pianure centrali. Nella parte settentrionale vi è un'area collinare e montuosa parte della cordigliera centrale il cui picco più elevato è il Cerro Azul de Tucuragua con 1.780 m s.l.m.
La risorsa principale è l'agricoltura, vi si coltivano riso, tabacco e sorgo.

## Comuni e capoluoghi
1. Anzoátegui (Cojedes)
2. El Pao de San Juan Bautista (El Pao)
3. Falcón (Tinaquillo)
4. Girardot (El Baúl)
5. Lima Blanco (Macapo)
6. Ricaurte (Libertad)
7. Rómulo Gallegos (Las Vegas)
8. San Carlos de Austria (San Carlos)
9. Tinaco (Tinaco)